# Глен-Парк (Нью-Йорк)
Глен-Парк (англ. Glen Park) — селище (англ. village) в США, в окрузі Джефферсон штату Нью-Йорк. Населення — 452 особи (2020).

## Географія
Глен-Парк розташований за координатами 44°0′11″ пн. ш. 75°57′30″ зх. д. / 44.00306° пн. ш. 75.95833° зх. д. (44.003070, -75.958397).  За даними Бюро перепису населення США в 2010 році селище мало площу 1,90 км², з яких 1,83 км² — суходіл та 0,06 км² — водойми.

## Демографія
Згідно з переписом 2010 року, у селищі мешкали 502 особи в 191 домогосподарстві у складі 136 родин. Густота населення становила 265 осіб/км².  Було 199 помешкань (105/км²).
Расовий склад населення:
| - 96,8 % — білих - 1,0 % — чорних або афроамериканців - 0,2 % — азіатів |

До двох чи більше рас належало 1,6 %. Частка іспаномовних становила 1,0 % від усіх жителів.
За віковим діапазоном населення розподілялося таким чином: 25,9 % — особи молодші 18 років, 64,9 % — особи у віці 18—64 років, 9,2 % — особи у віці 65 років та старші. Медіана віку мешканця становила 35,0 року. На 100 осіб жіночої статі у селищі припадало 107,4 чоловіків;  на 100 жінок у віці від 18 років та старших — 106,7 чоловіків також старших 18 років.
Середній дохід на одне домашнє господарство  становив 58 900 доларів США (медіана — 51 500), а середній дохід на одну сім'ю — 61 681 долар (медіана — 56 719). Медіана доходів становила 40 625 доларів для чоловіків та 30 781 долар для жінок. За межею бідності перебувало 11,3 % осіб, у тому числі 19,3 % дітей у віці до 18 років та 25,5 % осіб у віці 65 років та старших.
Цивільне працевлаштоване населення становило 295 осіб. Основні галузі зайнятості: освіта, охорона здоров'я та соціальна допомога — 30,2 %, мистецтво, розваги та відпочинок — 12,9 %, роздрібна торгівля — 12,5 %.